# Barbus plebejus
Barbus plebejus е вид лъчеперка от семейство Шаранови (Cyprinidae). Видът не е застрашен от изчезване.

## Разпространение и местообитание
Разпространен е в Италия, Словения, Турция, Хърватия и Швейцария.
Обитава сладководни басейни, пясъчни дъна и реки.

## Описание
На дължина достигат до 70 cm, а теглото им е максимум 6000 g.
Популацията на вида е стабилна.